# رابرت ویگام
رابرت ویگام (انگلیسی: Robert Whigham; ۵ اوت ۱۸۶۵ – ۲۳ ژوئن ۱۹۵۰) فرد نظامی اهل بریتانیا بود. وی برندهٔ جوایزی همچون نشان حمام شده‌است.
او یک افسر اسکاتلندی ارتش بریتانیا بود که به عنوان آجودان کل در نیروها خدمت می‌کرد.